# Serpuchovskaja (stanice metra v Moskvě)
Serpuchovskaja (rusky Серпуховская) je stanice moskevského metra.

## Charakter stanice
Serpuchovskaja je stanicí na Serpuchovsko-Timirjazevské lince, v její centrální části. Je to podzemní, ražená, trojlodní stanice. Ze střední zkrácené lodi vychází eskalátorový tunel, který ústí do podpovrchového vestibulu, je to jediný výstup ze stanice. Z druhého konce střední lodě pak vychází přestupní chodba do stanice Dobryninskaja na Kolcevské lince.
Na obklad stanice byl použit mramor; jsou jím obložené stěny za nástupištěm (bílým) a prostupy (bílo-okrovým). Kromě tohoto kamene byl také v prostupech užit kov. Nápis stanice na stěnách za kolejemi je proveden ozdobně, jedná se v podstatě o mozaiku.
Osvětlení je umístěno na zavěšeném nosiči v jedné řadě v ose každé lodě; v té střední se jedná o dlouhý válcový nosič, na kterém je umístěno 12 ozdobných krychlí. Ten však dlouhou dobu nebyl v provozu; dodnes kolují historky o tom, jak technici nebyli schopni unikátní osvětlení dovézt na místo. Dlouhou dobu tak střední tunel stanice nasvicovala provizorní světla, umístěná nad samotnými prostupy.
Serpuchovskaja je v provozu od 8. listopadu roku 1983; zprovozněna byla jako součást historicky prvního úseku deváté linky mezi stanicemi Serpuchovskaja a Južnaja. Denně ji využije okolo 30 tisíc lidí.

## Kolejová propojení s ostatními linkami
Severním směrem za stanicí se nachází kolejový přejezd (který sloužil až do prodloužení linky dále na sever pro obracení vlaků); z něho vybíhá manipulační kolejová spojka. Ta umožňuje, aby se vlaky ze Serpuchovsko-Timirjazevské linky dostaly i na Zamoskvoreckou, Kalužsko-Rižskou a Kolcevskou linku. Jedná se o nejdelší a o nejvíce rozvětvenou manipulační spojku metra pod Moskvou.